# Bialov test
Bialov test je kvalitativni kemijski test, ki se uporablja za dokazovanje prisotnosti pentoz (monosaharidov s petimi ogljikovimi atomi) in pentozanov (polimerov, sestavljenih iz več pentoz). Biokemijska metoda je svoje ime dobila po nemškem zdravniku Manfredu Bialu. Med materiale, ki se uporabljajo pri izvajanju testa, spadajo orcinol, klorovodikova kislina (HCl) in železov klorid (FeCl3). V vzorcih, v katerih so prisotne pentoze, te dehidrirajo do aldehida furfurala, ki reagira z orcinolom in železovimi ioni, nakar se raztopina obarva. Pozitivno reakcijo na pentoze pokaže modrikasta barva raztopine, v kateri se lahko pojavijo tudi oborine (še posebej ob večjih koncentracijah pentoz v vzorcu).

## Opis
Bialov reagent vsebuje 0,4 grame orcinola, 200 mililitrov koncentrirane klorovodikove kisline in 0,5 mililitra 10-odstotne raztopine železovega (III) klorida (obstaja več različic). Vzorec z Bialovim reagentom se nato segreva v vodni kopeli. Glavni namen Bialovega testa je kvalitativno razlikovanje med pentozami in heksozami; samo določanje temelji na pojavljanju barve, ki se razvije kot posledica reakcije med ogljikovimi hidrati vzorca, orcinola in železovega (III) klorida. Furfural, v katerega se pentoze dehidrirajo, daje modrikasto do zelenkasto barvo. Po drugi strani se heksoze pretvarjajo v hidroksimetilfurfural, ki je v kombinaciji z Bialovim reagentom umazano rjave, rumene ali sive barve (pojavi se lahko tudi oborina).
Na zgornji shemi je vidna reakcija Bialovega reagenta z ribozo (sladkorja pentoze, na reakcijski shemi prikazanega kot prvega), ki se dehidrira v furfural (druga kemijska formula), nakar pri reakciji z orcinolom (tretja kemijska formula, ki vstopa v reakcijo) in železovim (III) kloridom nastaja modro-zeleno obarvan produkt (zadnji dve kemijski formuli).
Intenziteta obarjanja raztopine je odvisna od koncentracije pentoz v vzorcu. Lažno pozitiven rezultat lahko Bialov test pokaže, ko ob segrevanju glukuronati dajejo modrikasto zeleno oborino.

## Kvantitativna različica
Bialov test je mogoče uporabiti tudi v obliki kvantitativne analize, pri čemer se vzorcu z Bialovim reagentom napravi kvantitativen kolorimetričen test s pomočjo spektrofotometra. Fernell in King sta objavila opis postopka, s katerim je mogoče na kvantitativen način s spektrofotometrom iz meritev dveh različnih valovnih dolžin določati pentoze in heksoze. Obstaja tudi več različic tega testa, ki se uporabljajo za hitro biokemijsko določanje ribonukleinskih kislin (v tem primeru se test ponavadi omenja kot test z orcinolom).